# Ян Станіслав Яблоновський (канцлер)
Я́н Станісла́в Яблоно́вський (пол. Jan Stanisław Jabłonowski; 1669 — 28 квітня 1731, Львів) — державний діяч Речі Посполитої, письменник-мораліст, оратор, меценат. Представник шляхетського роду Яблоновських гербу Прус ІІІ. Син Станіслава-Яна Яблоновського і Маріанни Казановської. Великий канцлер коронний (1706—1709), сенатор. Великий хорунжий коронний (1687—1693), волинський (1693—1697) і руський воєвода (1697—1731). Староста сьвецький (з 1687), білоцерківський, чигиринський (з 1702), мостиський і бобрецький. Дядько польського короля Станіслава Лещинського.

## Біографія
Син великого коронного гетьмана Станіслава Яна Яблоновського та його дружини Маріанни з Казановських гербу Ґжимала — доньки воєводи брацлавського Домініка Олександра Казановського.
Спочатку навчався у колегіумі єзуїтів у Львові разом з братом Александером Яном, потім у Празі. Після цього подорожував Західною Європою разом з ним. Освіту отримав також у Франції у 1685—1687 роках разом з братом Александером Яном (Париж, єзуїтська академія; у 1686 разом мали виклад праці з математики). Після повернення на батьківщину брав участь у політичному житті Речі Посполитої: у 1687 році став хорунжим великим коронним, 1690-го був послом на сейм, у 1689 і 1692 роках — маршалком передсеймових сеймиків у Галичі. Під наглядом батька навчався військової справи, брав участь у війні з турками (1689), обороні Львова 1695. Під час безкоролів'я підтримував Якуба Людвіка Собеського.
1697 року підтримав кандидатуру саксонського курфюрста Авґуста Фридерика на польський престол (з 1697 — король Польщі Авґуст II Сильний). У серпні 1698 у м. Рава-Руська вітав Петра І, як тлумач брав участь в його таємних перемовинах з королем Августом ІІ Сильним. Брав участь у Північній війні 1700—1721. З 1706 підтримував небожа Станіслава I Лещинського. Після Полтавської битви разом з підканцлером Станіславом Щукою і Т. Потоцьким переконав гетьмана А. М. Сенявського погодитись на нові вибори короля. Був арештований у Варшаві, ледве уник московського полону, дочекався амністії.
Після повернення до влади Авґуста II належав до опозиції, формально позбавлений посади вел канцлера, 1710 р. керував радою у Варшаві. Разом з воєводами Вишневецьким, Тарлом та емігрантами готував повернення на престіл С. Лещинського. впродовж 1713—1716 (арештований 7 серпня 1713 в кляшторі боніфратрів у Варшаві після зізнань його секретаря В. Войчинського, кореспонденція Я. С. Яблоновського потрапила до рук короля Августа ІІ) перебував у в'язниці замку Кенрінгштайн у Саксонії.
Відомий як автор літературних творів, зокрема, збірки байок, політичних трактатів.
Помер 28 квітня 1731 року в Львові, був похований у Костелі єзуїтів (нині Гарнізонний храм святих апостолів Петра і Павла). У лівій наві храму йому встановлено пам'ятний надгробок (збереглась епітафія латиною).

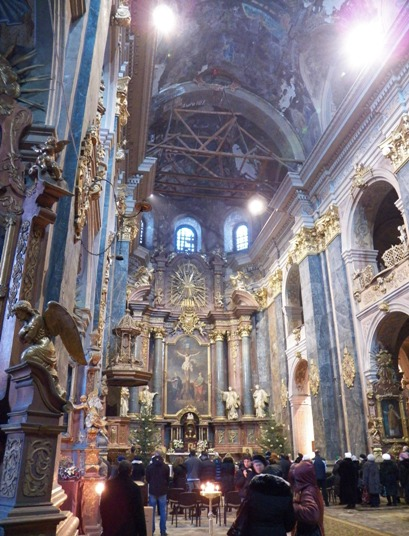
Інтер'єр костелу єзуїтів після відкриття 2011 року

## Маєтності
Після смерті батька (пом. 1702) успадкував 7 міст і містечок, 95 сіл, які мали значні борги — 1665400 золотих пол (річні інтрати з села не перев 10000). Власністю були, зокрема, Божий Видок — Вовчків (за його сприяння було збудовано фортецю), Фраґа, Підкамінь Яблоновський.

## Меценат
- Костел та кляштор оо. бернардинів, Фраґа
- вівтар Св. Ксаверія в костелі єзуїтів, Львів
- колона зі скульптурою Діви Марії домініканського монастиря, Підкамінь[3]

## Родина
Дружина — Іоанна Марія маркіза де Бетуне-Шабрі. Відомі дорослі діти:
- Станіслав Вінцентій,
- Ян Каєтан,
- Димітр Александер (Гіполіт) — староста вишенський, ковельський,
- Катажина — дружина Францішека Максиміліана Оссолінського
- Маріанна — дружина князя-француза